# Agonista (farmacologia)
Em bioquímica, um agonista é uma substância capaz de se ligar a um receptor celular e ativá-lo para provocar uma resposta biológica, uma determinada ação na célula, geralmente similar à produzida por uma substância  fisiológica. Enquanto um agonista causa uma ação, um antagonista bloqueia a ação do agonista.

## Etimologia
O termo 'agonista' provém do grego ἀγωνιστής, transl. agonistés: 'combatente', 'lutador'. Um agonista é um contendente químico.

## Tipos de agonistas

Efeitos do agonista e do agonista parcial na ativação de receptores hipotéticos.

Um agonista inverso causa uma ação oposta à do agonista.
Já um agonista parcial ativa o receptor mas não causa tanto efeito fisiológico quanto um agonista completo. 
Os receptores presentes no corpo humano funcionam ao ser estimulados (ou inibidos) por agonistas (ou  antagonistas) endógenos (como os hormônios ou  neurotransmissores) ou exógenos (como determinados fármacos), produzindo uma resposta biológica. 
Um agonista endógeno  para um determinado receptor é um composto naturalmente produzido pelo corpo e que se liga a esse receptor, ativando-o. Por exemplo, o  agonista endógeno para receptores de serotonina é a serotonina, e o  agonista endógeno para   receptores de dopamina é a dopamina.
Um  agonista fisiológico é uma substância que cria a mesma resposta biológica sem contudo se ligar ao mesmo receptor.
Um superagonista é um composto capaz de produzir uma resposta máxima superior à dos agonistas endógenos, para determinado receptor, tendo portanto uma eficácia de mais de 100%. Isso não significa necessariamente que seja mais potente do que o agonista endógeno, mas permite uma comparação com a máxima resposta capaz de  ser produzida dentro da célula após a ligação com o receptor. 
Agonistas plenos  ligam-se a um dado receptor, ativando-o com total eficácia. Um exemplo de droga que age como um agonista pleno é o  isoproterenol, que imita a ação da  adrenalina nos β adrenorreceptores. Outro exemplo é a morfina, que imita a atividade das   endorfinas  nos   receptores opioides μ, no  sistema nervoso central.
Agonistas parciais (como   buspirona, aripiprazol, buprenorfina ou norclozapina) também se ligam a receptores, ativando-os, mas têm apenas eficácia parcial no receptor em relação ao agonista pleno, mesmo na máxima ocupação do receptor . Por essa razão, agentes como a buprenorfina são usados para tratar a dependência de opiáceos, já que esses agentes produzem efeitos mais brandos no receptor opioide,  com mais baixo potencial de dependência.